# Bộ Công chính và Vận tải (Lào)
Bộ Công chính và Vận tải (MPWT hoặc PWT; tiếng Lào: ກະຊວງໂຍທາທິການ ແລະຂົນສົ່ງ ແຫ່ງ) là một bộ trực thuộc Chính phủ Lào. Trụ sở chính của bộ là ở Viêng Chăn.